# Fernando Kreling
Fernando Gil Kreling, noto anche con lo pseudonimo di Cachopa (Caxias do Sul, 13 gennaio 1996), è un pallavolista brasiliano, palleggiatore del Powervolley Milano.

## Palmarès

### Club
- Campionato brasiliano: 3

2015-16, 2016-17, 2017-18
- Coppa del Brasile: 5

2016, 2018, 2019, 2020, 2021
- Supercoppa brasiliana: 3

2015, 2016, 2017
- Campionato sudamericano per club: 6

2016, 2017, 2018, 2019, 2020, 2022
- Campionato mondiale per club: 3

2015, 2016, 2021

### Nazionale (competizioni minori)
- Campionato sudamericano under 17 2011
- Campionato sudamericano under 19 2012
- Campionato mondiale under 23 2013
- Campionato sudamericano under 21 2014
- Campionato sudamericano under 23 2014
- Coppa panamericana under 21 2015
- Coppa panamericana 2015
- Campionato sudamericano under 23 2016

### Premi individuali
- 2011 - Campionato sudamericano under 17: Miglior palleggiatore
- 2012 - Campionato sudamericano under 19: Miglior palleggiatore
- 2014 - Campionato sudamericano under 21: Miglior palleggiatore
- 2016 - Campionato sudamericano under 23: Miglior palleggiatore
- 2020 - Campionato sudamericano per club: MVP
- 2022 - Campionato sudamericano per club: Miglior palleggiatore